# Харод Аројо
Харод Аројо (шп. Jarod Arroyo; 2. јануар 2001) порторикански је пливач чија специјалност су трке на 200 и 400 метара мешовитим стилом. 
На међународној сцени дебитовао је на светском првенству у Квангџуу 2019. где се такмичио у три дисциплине, а најбољи резултат је остварио у трци на 400 мешовито коју је окончао на 18. месту у квалификацијама. На 200 мешовито је био 24, а на 200 делфин тек на 30. месту.